# Pueblo zacateco

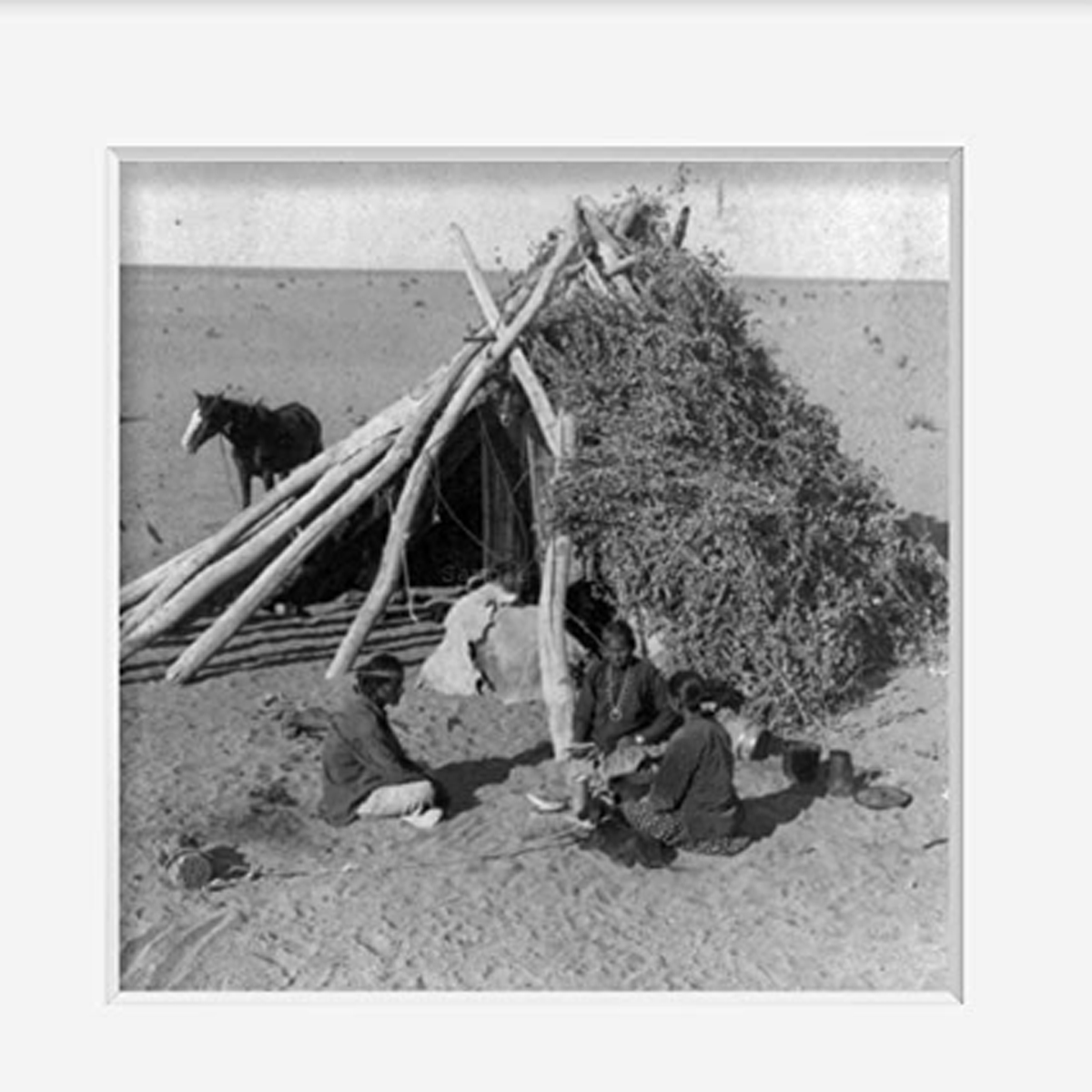
Segun los documentos españoles los zacatecos vivian en tiendas moviles de forma conicas echas de palos y zacate (imagen de vivienda navajo muy parecida a las descripciones de las viviendas de los zacatecos)

El nombre "zacatecos" no proviene de su propia lengua, sino del náhuatl zacatl, que significa "hierba". Los cronistas de la época señalaron que los zacatecos solían pintarse la cabeza (rostro) de negro como parte de su disfraz de guerra, razón por la cual se autodenominaban "cabezas negras". Este detalle fue destacado por los observadores, quienes lo identificaron como un distintivo cultural de este grupo. La vestimenta entre los zacatecos era escasa, los hombres llevaban un taparrabo de cuero, calzado hasta los tobillos (polainas) y una venda en la frente, se pintaban el cuerpo de dibujos, especialmente en la batalla. Traían cabello largo hasta la cintura tanto las mujeres como los hombres. Las mujeres traían un cubrebusto, Hombres y mujeres collares y sandalias de cuero o ixtle.

## Territorio
Los zacatecos se ubicaban en una vasta región que abarcaba desde las minas de Zacatecas hasta áreas como Pénjamo y Ayo, en el estado de Guanajuato. También establecieron rancherías en lugares como Salinas, Portezuelo, Ciénega Grande y Tunal Grande. Hacia el norte, se asentaron en San Martín y Peñón Blanco, y al oeste en Nochistlán, Tlaltenango y Teocaltiche, en territorios cercanos a los Caxcanes. Es decir, ocupaban o desarrollaban sus actividades nomádicas, en términos generales, en ciertas regiones de los actuales estados de Zacatecas, San Luis Potosí, Durango, Jalisco, Aguascalientes y Guanajuato.

## Lengua
Según Hervás, el idioma zacateco podría estar relacionado con el tepehuano, aunque esto no es una afirmación concluyente, sino una hipótesis. Hervás sugiere que el zacateco tiene afinidades con las lenguas de la familia ópata-pima, a la que pertenece el tepehuano, pero no establece con certeza que el zacateco provenga de esta lengua.
En consecuencia, el idioma zacateco sigue siendo una lengua desconocida en cuanto a su origen exacto, ya que no hay pruebas suficientes que confirmen su parentesco con el tepehuano u otras lenguas de la región.

## Tradiciones y costumbres
Aunque no se menciona idolatría entre los zacatecos, realizaban exclamaciones al cielo, posiblemente en señal de protección contra truenos y relámpagos. No obstante, tenían costumbres consideradas crudas por los observadores coloniales, como hacer bailar a los cautivos antes de sacrificarlos. Estos al igual que los guachichiles viajaban largas distancias en busca de bisontes. Aunque este animal a veces descendía ocasionalmente hasta su territorio, los Zacatecos y otros grupos se aventuraban al noreste de México para cazarlos.

## Hábitat y cultura material
Los Zacatecos habitaban una región de la Gran Chichimeca que se caracterizaba por su aridez y recursos limitados. Su cultura material estaba íntimamente relacionada con el entorno, donde predominaban actividades de caza y recolección, aunque también practicaban una agricultura esporádica, principalmente en áreas cercanas a fuentes de agua. Los Zacatecos empleaban materiales locales para crear sus herramientas, vestimenta y objetos cotidianos. El uso de pieles, piedras y madera era común, ya que estas sociedades nómadas dependían de la caza para obtener sus recursos principales. En sus asentamientos, empleaban estructuras temporales que podían ser trasladadas fácilmente, adaptándose a las condiciones del terreno.

## Impacto de la Conquista Española en los Zacatecos
Con la llegada de los españoles, los zacatecos y otros grupos chichimecas vivieron una transformación radical en su modo de vida. Aunque el contacto inicial fue pacífico, pronto se tornó conflictivo al romperse los esquemas culturales de los zacatecos, especialmente en temas de territorialidad y explotación de recursos naturales. La introducción del ganado desató tensiones, y la resistencia de los zacatecos se intensificó durante la Guerra Chichimeca (1550-1600), lo que los llevó a abandonar sus campamentos abiertos y refugiarse en áreas montañosas. Este conflicto transformó sus patrones de asentamiento, forzándolos a replegarse en grandes campamentos temporales, abandonando así su estilo de vida tradicional.
La guerra, la esclavitud y la inanición provocaron una drástica disminución de la población zacateca. Muchos fueron capturados y vendidos como esclavos por los españoles, y algunos niños fueron enviados a la Ciudad de México para ser adoctrinados en la fe cristiana. Los españoles justificaron esta guerra contra los zacatecos bajo el pretexto de pacificar a los "bárbaros", describiéndolos como pueblos nómadas y rebeldes, lo que sirvió de argumento para la esclavización y la violencia en su contra.